# Tromba da caccia
La tromba da caccia è uno aerofono a bocchino, usato originariamente in ambito venatorio e successivamente passato in ambito orchestrale e bandistico. Nato come strumento di comunicazione e cinegetica per segnalare eventi nel corso della caccia alla seguita, lo strumento trae la propria origine dal corno d'animale.
Nel 2015, il Ministero della Cultura e della Comunicazione francese ha riconosciuto «l’art des sonneurs de trompe» nell'inventario del patrimonio culturale e immateriale della Francia. Nel 2020 L'arte musicale dei suonatori di tromba da caccia è stata iscritta dall'UNESCO nella Lista rappresentativa del patrimonio culturale immateriale dell'umanità.

## Storia

### Medioevo
Prima di costituire un vero e proprio strumento adatto a compiere segnalazioni durante la caccia, l'uomo poteva contare unicamente sulla propria voce: grida e richiami erano modulati in maniera differente e furono probabilmente alla base della prima "musica da caccia".
Dall'epoca medievale vennero introdotti in Francia i primi trompeurs, ovvero suonatori di tromba, che avevano il medesimo scopo dei suonatori di tromba sul campo di battaglia.
I corni erano monotonici ed il suono veniva fatto variare unicamente per lunghezza o con l'uso di più corni a differente tonalità.

### L'epoca di Luigi XIV
In epoca moderna vennero delineati due modelli di tromba da caccia, uno creato nel 1680 e l'altro nel 1689. Il primo modello venne utilizzato regolarmente durante le cacce di Luigi XIV di Francia a partire dal 1680. Esso era una tromba circolare per un giro e mezzo di 0,48 m di diametro e una lunghezza distesa di 2,27 m. Era questa una tromba in Do. Il tubo era di 12 millimetri di diametro, mentre la padiglione era di 14,5 centimetri. Il secondo modello di tromba venne inventato nel 1689 e presentava delle differenze rispetto all'esemplare precedente, tra cui un padiglione di 22 centimetri di diametro per migliorare l'uscita del suono.

### L'epoca di Luigi XV

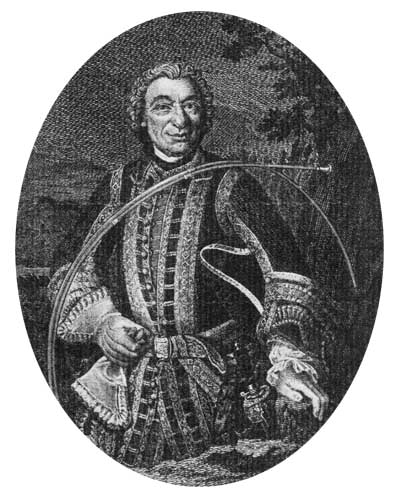
Il marchese di Dampierre con una delle sue trombe da caccia.

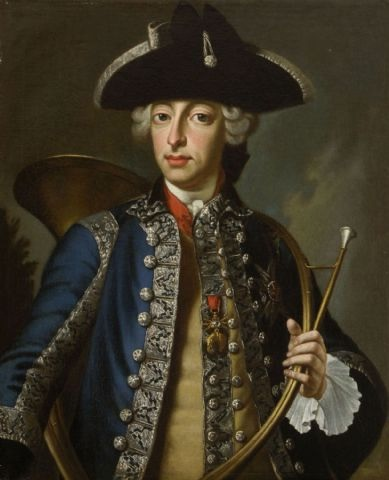
Massimiliano III Giuseppe di Baviera con una tromba da caccia (XVIII secolo).

Due modelli di trombe da caccia vennero inventati durante il regno di Luigi XV di Francia. Entrambe furono inventate dal marchese di Dampierre, che fu anche compositore. Il primo modello, che fece la sua prima apparizione pubblica nell'agosto del 1723, aveva una lunghezza distesa di 4,05 metri e un diametro di 0,72 m. Questa tromba in Re aveva il vantaggio di avere un'emissione di suono superiore rispetto alle precedenti, ma il suo enorme diametro la rese particolarmente scomoda da utilizzare. Per quest'ultimo motivo, il fornitore reale Lebrun presentò un nuovo modello di tromba nel 1729 con ulteriori modifiche: la lunghezza spiegata venne portata a 4,545 m, col tubo rivoltato due giri e mezzo. Il diametro venne portato a 0,60 m. La tromba venne lanciata nel 1729, in concomitanza con la nascita del Delfino di Francia e per questo motivo venne battezzata La Dauphine.

### L'Ottocento
Quest'ultimo modelo venne utilizzato senza ulteriori varianti sino al 1814, e nel 1831 venne ridenominato in tromba à la Dampierre.
Nel 1817 venne a configurarsi un nuovo tipo di tromba da caccia a tre giri e mezzo. Questo modello venne realizzato da Raoulx e dal suo successore, perfezionando la forma del padiglione per l'emissione del suono. Nel 1831 venne brevettata la tromba à la d'Orléans, la più utilizzata anche ai giorni nostri.

## La tromba da caccia come strumento per l'arte venatoria
La caccia, come si è detto, era necessariamente accompagnata dal suono delle trombe che permettevano ai cacciatori di comunicare tra loro e coi cani sull'andamento della caccia stessa. Essa ebbe particolare fortuna in questo senso a partire dal regno di Luigi XV con l'intervento del già citato marchese di Dampierre.
Da quel momento in poi, la tromba da caccia divenne un elemento imprescindibile per la caccia alla seguita e seguì quindi una propria evoluzione seguendo tale tradizione. Anche la musica ad essa associata, da semplice necessità comunicativa iniziale, divenne sempre più musica nel vero senso della parola, con nomi illustri anche tra i compositori.
A partire dal 1723 fu lo stesso marchese di Dampierre a comporre quasi 6000 brevi pezzi per tromba da caccia che costituiscono ancora oggi un patrimonio musicale eccezionale assieme all'apporto di altri importanti musicisti come Jean Baptiste Lully o André Danican Philidor di alcuni decenni prima.

## La trombe da caccia come strumento di festa

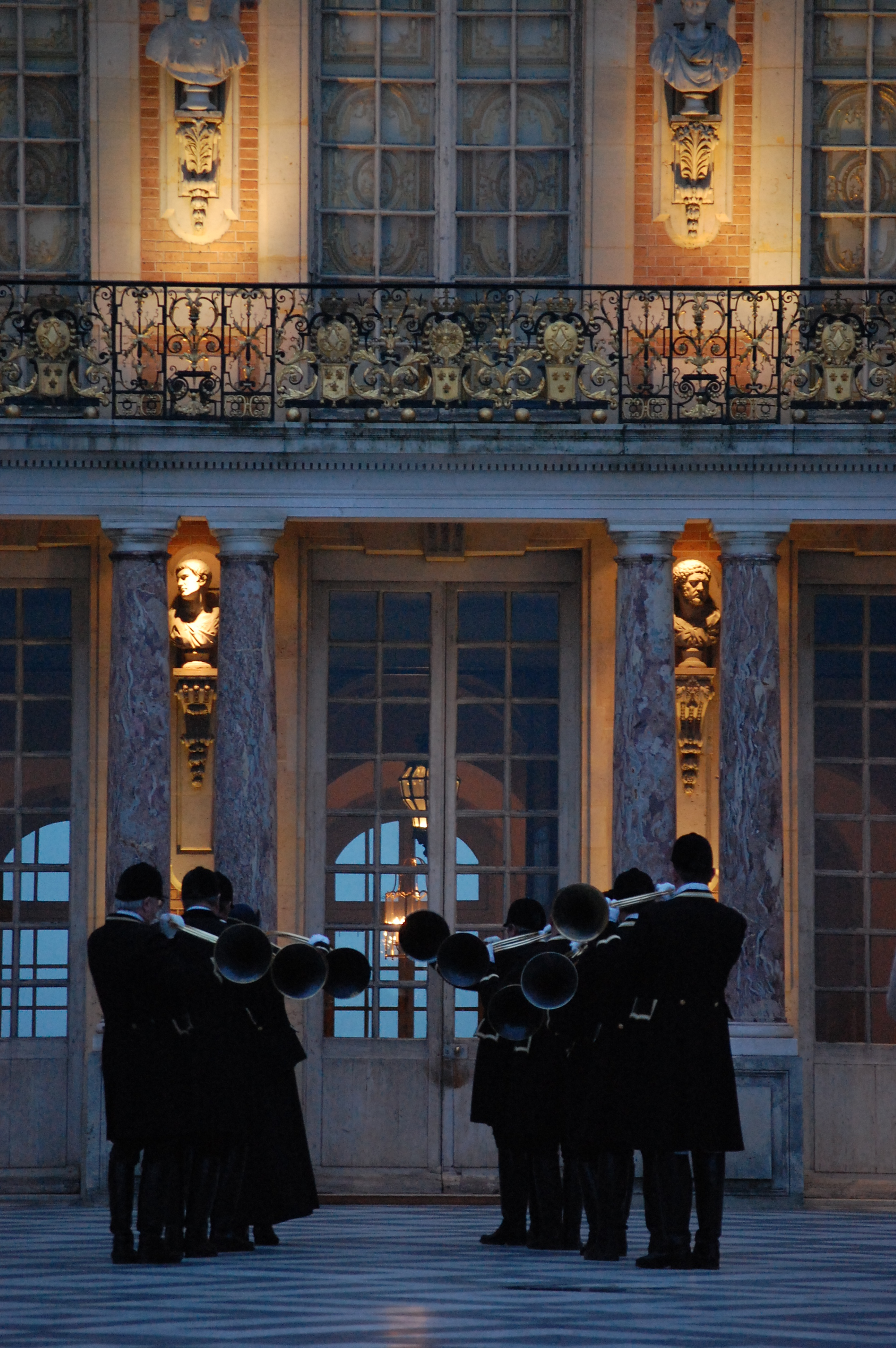
Un équipage suona nella cour de marbre della reggia di Versailles.

La tromba è uno strumento tradizionale del carnevale di Parigi, la più grande festa annua della capitale francese assieme alla Promenade du Bœuf Gras.
La tromba da caccia viene anche annualmente utilizzata nella cattedrale di Notre Dame di Parigi per l'annuale messa in occasione della festività di Sant'Uberto, patrono dei cacciatori.

## Differenze col corno da caccia
La tromba da caccia può essere facilmente confusa col corno da caccia. I due strumenti ad ogni modo presentano importanti differenze:
- La tromba da caccia è accordata in Re, ha una lunghezza di 4,545 metri ed è destinata prevalentemente all'uso nel corso della caccia alla seguita.
- Il corno da caccia è accordato in Mi bemolle e non viene utilizzato nella caccia, ma piuttosto nella musica militare. La differenza sostanziale è la presenza di un piccolo tubo che permette di modificare la tonalità di suonata, effetto che nella tromba da caccia si ottiene solo con la differente modulazione delle labbra.